# Vtičnik
Vtíčnik, tudi prográmski dodátek ali prográmska razširítev (angleško plugin, add-in ali add-on) je programska komponenta, ki doda funkcionalnost namenskemu programu. S tem lahko avtorji dograjujejo programe in jih prilagajajo zahtevam uporabnikov ter sledijo novim tehnologijam. Program, ki podpira vtičnike, je razširljiv. Če je njegova koda odprta, lahko vtičnike izdelujejo tudi neodvisni razvijalci.
Znan zgled so vtičniki za spletne brskalnike, ki dodajo podporo za prikazovanje novih vrst datotek (npr. video posnetkov), zaščito pred virusi, nov iskalnik ipd.